# Marcus Ormea
Marcus Ormea (asi 1578 Utrecht – 10. dubna 1636 Utrecht) byl holandský malíř.

## Život a dílo
První zmínka o jeho působení v Utrechtu pochází z roku 1611, kdy spolu s Adamem Willaertsem a dalšími umělci založil místní Cech svatého Lukáše, ve kterém měl být dle odborných prací děkanem v letech 1620–1623 nebo 1621 až 1625. Dne 8. února 1612 se oženil s Johannou van Gladbeckovou, s kterou měl syna Willema Ormeu, jenž se stal malířem zátiší. Zemřel v Utrechtu během morové epidemie 10. dubna 1636, o den později byl pohřben.
Dle Allgemeine Encyclopädie der Wissenschaften und Künste měl být malířem marin. V roce 1628 daroval Nemocnici sv. Jóba svůj obraz, který znázorňoval pohled na mořskou pláž, v jejímž popředí ležely mořské a říční ryby; toto dílo je považováno za ztracené, existuje ale možnost, že se jedná o obraz Rybaření na pláži se zázračným úlovkem ryb, který je jediným známým dochovaným dílem, které je připisováno Marcusovi Ormeovi.
Malířství u něj kromě jeho vlastního syna studoval i J. van Dueren a jiní umělci.